# Sami, Burkina Faso
Sami là một tổng của tỉnh Banwa ở phía tây Burkina Faso. Thủ phủ của tổng này là thị xã Sami. Theo điều tra dân số năm 1996, tổng này có dân số 7.703.

## Các thị xã và làng xã
Các làng xã lớn nhất kèm theo dân số như sau:
- Sami	(340 dân)
- Bonkorowé	(330 dân)
- Déré	(608 dân)
- Dima	(489 dân)
- Dimibo	(599 dân)
- Priwé	(2 632 dân)
- Sagoéta	(632 dân)
- Seindé	(304 dân)
- Sogodjankoli	(1 769 dân)